# QP–1-es konvoj
A QP–1-es konvoj az első olyan hajókaraván volt a második világháborúban, amely a Szovjetunióból indult nyugatra. A 13 kereskedelmi hajó, egy tanker és kísérőik 1941. szeptember 28-án indult útnak Arhangelszkből, és október 10-én valamennyien megérkeztek a nagy-britanniai Scapa Flow-ba. A QP kód azt jelentette, hogy a rakomány a Szovjetunióból tart nyugatra, az 1 a sorszámát jelölte.

## A hajók

### Kereskedelmi hajók
| A hajó neve          | Nemzetisége        |
| -------------------- | ------------------ |
| Alchiba              | Hollandia          |
| Esneh                | Egyesült Királyság |
| Lancastarian Prince  | Nagy-Britannia     |
| Llanstephan Castle   | Nagy-Britannia     |
| New Westminster City | Nagy-Britannia     |
| Trehata              | Nagy-Britannia     |
| Alma-Ata             | Szovjetunió        |
| Bugyennij            | Szovjetunió        |
| Moszszovet           | Szovjetunió        |
| Rogyina              | Szovjetunió        |
| Szevzaplesz          | Szovjetunió        |
| Sztarij Bolsevik     | Szovjetunió        |
| Szuhona              | Szovjetunió        |

### Kísérőhajók
| A hajó neve      | Nemzetisége        | Típusa                   |
| ---------------- | ------------------ | ------------------------ |
| RFA Black Ranger | Egyesült Királyság | Tanker                   |
| HMS Anthony      | Egyesült Királyság | Romboló                  |
| HMS Electra      | Egyesült Királyság | Romboló                  |
| HMS Active       | Egyesült Királyság | Romboló                  |
| HMS Halcyon      | Egyesült Királyság | Aknaszedő                |
| HMS Harrier      | Egyesült Királyság | Aknaszedő                |
| HMS Salamander   | Egyesült Királyság | Aknaszedő                |
| HMS Hamlet       | Egyesült Királyság | Tengeralattjáró-elhárító |
| HMS Macbeth      | Egyesült Királyság | Tengeralattjáró-elhárító |
| HMS Ophelia      | Egyesült Királyság | Tengeralattjáró-elhárító |
| HMS London       | Egyesült Királyság | Cirkáló                  |
| HMS Shropshire   | Egyesült Királyság | Nehézcirkáló             |